# 安达曼印地克里奥尔语
安达曼印地克里奥尔语是分布在安达曼群岛的一种商贸语言，主要分布在布莱尔港及以南的村庄。Singh (1994)将其描述为印度斯坦语、孟加拉语和泰米尔语的克里奥尔化。